# Долина нарзанов
Доли́на нарза́нов — бальнеоклиматическая курортная местность на Кавказских Минеральных Водах в РФ (Кабардино-Балкария, Зольский р-н), в 87 километрах к северо-западу от Нальчика и в 34 километрах к югу от Кисловодска (сообщение автобусное). Расположена в предгорьях северного склона Скалистого хребта Большого Кавказа, в долине реки Хасаут (недалеко от её впадения в Малку; бассейн реки Терек), на высоте 1300 метров над уровнем моря (у границы с Карачаево-Черкесией).
В долине реки Хасаут на протяжении 1 км выходят 20 мощных минеральных источников типа нарзан. В окрестностях расположен Муштинский водопад (к юго-западу), на горе Шатджатмаз — астрономическая станция Пулковской обсерватории.

## Климат
Климат умеренный континентальный. Зима мягкая, с неустойчивым снежным покровом; средняя температура января −5 °C. Лето тёплое, с частыми дождями; средняя температура августа 22 °C. Осадков около 700 мм в год. Число часов солнечного сияния 2731 в год.

## Лечебные свойства курорта
Наряду с климатом основной лечебный фактор — минеральная вода 17 источников, расположенных вдоль берега р. Хасаут (местность получила своё название в связи с обилием источников вод типа нарзанов). Дебит двух основных источников (Главного и расположенного в 50 м от него Нижнего) составляет ок. 1 млн л/сут. Вода источников относится к углекислой гидрокарбонатно-хлоридной натриево-кальциевой с минерализацией 3,3 г/л и содержанием углекислоты до 2,2 г/л (темп. 10,5 °C; сильно газирована углекислотой — «холодный кипяток»).

## Туризм
В Долине нарзанов была расположена турбаза «Долина Нарзанов» (350 мест; ≈ в 36 км от курорта Кисловодск); не работает с 2007 г. Остались летние домики на 2 человек, в которых ночуют самостоятельные туристы.
Вверх по серпантинной дороге (в Кичи-Балык) расположен штаб отгонных пастбищ Карачаево-Черкесии (7 км). Здесь есть отделение милиции, столовая и магазин со скудным набором продуктов. Однако действуют они только в летнее время.
Через Долину нарзанов сейчас проходит асфальтированная дорога, которая строится далее в верховья Малки (Кызылкол) [Северное Приэльбрусье; ≈ 30 км] — урочище Джилы-Су (Тёплая вода) {народные ванны с тёплыми (+22,5 °C круглый год) нарзанными источниками Джилы-Су}.
Через курортно-рекреационный район проходит множество туристских маршрутов:
- № 49 «Северный Кавказ — Черноморское побережье», круглогодичный, — Нальчик — Кисловодск — Кудепста
- № 52 «Кисловодск — Нальчик», круглогодичный
- № 85 «Предгорья Кавказа», летний, — Нальчик — Долина Нарзанов — Пятигорск
- № 280 «Предгорья Кавказа» (встречный м. № 85)
- № 310 «По курортам Северного Кавказа», летний, — Теберда — Пятигорск — Нальчик
- № 311 «По курортам Северного Кавказа» (встречный м. № 310)
- № 324 «К подножию Эльбруса», летний, — Пятигорск — турбаза «Азау» (Приэльбрусье) — Нальчик

## Достопримечательности
Походы на высокогорное плато Бермамыт (г. Малый Бермамыт, 2644 м; у подножия которого источник (Хасаутский) в районе селения Хасаут, в верховьях р. Хасаут); по дороге долиной р. Хасаут (если идти низом) в урочище Долина нарзанов имеется несколько пещер;

к водопадам Лахрана (также имеются мин. ключи — Чегет Лахранский (в Малкинской долине), Лахранские Нарзаны (выше — в горах); г. Уллу-Лахран, 1883 м), экскурсии на курорты Кавказских Минеральных Вод; рядом (на северо-западе) — гора Шиджатмаз (Шатжатмаз, Шатджатмаз; 2127 м) и обсерватория ГАО РАН (2072 м), напротив (на северо-востоке) — г. Манглай (2055 м) и урочище Аурсентх (Кичмалкинское плато) с многочисленными скалами-останцами.

## Топо-карты
- Лист карты K-38-2 Кисловодск. Масштаб: 1 : 100 000. Состояние местности на 1983 год. Издание 1988 г.